# Leukodystrofie
Leukodystrofie verwijst naar een groep aandoeningen waarbij progressieve degeneratie optreedt van de witte stof van het centrale zenuwstelsel en/of perifere zenuwstelsel door fouten tijdens de groei of ontwikkeling van de myelineschede. Dit myeline fungeert als isolator voor het axon van de zenuwcel. Verder speelt myeline ook een rol bij de voortgeleiding van de zenuwimpuls. Myeline geeft de witte stof zijn kleur en is een complexe substantie die bestaat uit minimaal tien verschillende stoffen. De leukodystrofieën worden veroorzaakt door defecten in de genen die de productie en het metabolisme van de componenten van myeline regelen. Elke van de leukodystrofieën is het resultaat van één defect in één gen voor maar één van die stoffen.

## Naamgeving
Het woord leukodystrofie komt van de volgende Griekse woorden:
- Leuko van λευκός: wit. Dit slaat op de witte stof of myeline.
- Dys- van δυσ-: slecht, moeilijk, on-
- Trofie van τροφέω (τρέφω) med.pass.: leven, (op)groeien

Het door medici samengestelde woord leukodystrofie beschrijft zodoende een verzameling van ziektes die de groei en behoud van de witte stof (myeline) aantasten.

## Oorzaak
Leukodystrofieën worden meestal via het erfelijk materiaal doorgegeven van de ouder(s) naar het kind. Dit kan recessief, dominant of geslachtsgebonden gebeuren, afhankelijk van het soort leukodystrofie. De individuele pagina's van de verschillende leukodystrofieën beschrijven voor die ziekte het verloop en overerving van de ziekte.
Sommige leukodystrofieën lijken niet erfelijk te zijn, in deze gevallen ziet het ernaar uit dat de ziekte spontaan ontstaat. Deze leukodystrofieën worden wel veroorzaakt door een mutatie maar deze is niet doorgegeven van de ouder(s). In dit geval hoeft het niet zo te zijn dat er een grotere kans is dat een tweede kind de ziekte krijgt omdat de ouders het defecte gen niet bezitten. In dergelijke gevallen spreekt men van een "de-novomutatie".

## Symptomen
Het meest voorkomende symptoom van een leukodystrofie is een langzame afname van de gezondheid in een baby of kind die eerst gezond leek te zijn. Progressief verlies van functionaliteit kan voorkomen in spiermassa, bewegen, lopen, spraak, zien, horen en gedrag. Vaak is er een vertraging in de mentale en fysieke ontwikkeling. Deze symptomen variëren per specifieke leukodystrofie en kan zeer moeilijk zijn om te diagnosticeren in de eerste fasen van de ziekte.

## Typen
Specifieke leukodystrofieën zijn (met ICD-10 code):
- (E71.3) Adrenoleukodystrofie;
- (E75.2) Metachromatische leukodystrofie (MLD);
- (E75.2) Ziekte van Krabbe;
- (E75.2) Ziekte van Pelizaeus-Merzbacher;
- (E75.2) Ziekte van Canavan;
- (G37.8) Childhood ataxia with central nervous system hypomyelination (CACH) of vanishing white matter;
- Leukoencefalie met vanishing white matter;
- (G37.8) Ziekte van Alexander;
- (G60.1) Ziekte van Refsum;
- (E75.5) Cerebrotendineuze xanthomatose.

## Vergelijking
| Ziekte                                    | Gen        | Genlocatie | Overerving            |
| ----------------------------------------- | ---------- | ---------- | --------------------- |
| adrenoleukodystrofie                      | ABCD1      | Xq28       | geslachtsgebonden (X) |
| metachromatische leukodystrofie           | ARSA       | 22q13.33   | autosomaal recessief  |
| ziekte van Krabbe                         | GALC       | 14q31.3    | autosomaal recessief  |
| ziekte van Pelizaeus-Merzbacher           | PLP1       | Xq21-22    | geslachtsgebonden (X) |
| ziekte van Canavan                        | ASPA       | 17pter-p13 | autosomaal recessief  |
| CACH                                      | EIF2B(1-5) |            | autosomaal recessief  |
| leukoencefalie met vanishing white matter | EIF2B(1-5) |            | autosomaal recessief  |
| ziekte van Alexander                      | GFAP       | 17q21      | autosomaal dominant   |
| ziekte van Refsum                         | PAHX       | 10         | autosomaal recessief  |
| cerebrotendineuze xanthomatose            | CYP27A1    | 2q33-qter  | autosomaal recessief  |